# Atopie (Medizin)
Atopie (altgriechisch ατοπία, atopía, ‚Ortlosigkeit‘) beschreibt in der Medizin eine Neigung zu Überempfindlichkeitsreaktionen, nämlich zu allergischen Reaktionen des Soforttyps (Typ-I-Allergie) auf den Kontakt mit ansonsten harmlosen Substanzen aus der Umwelt. Atopie bezeichnet also eine körperliche Bereitschaft zu einer krankhaft erhöhten Bildung von Immunglobulin-E-Antikörpern (IgE).
Inkorrekt wird die Bezeichnung Atopie auch als Synonym generell für Allergien des Soforttyps verwendet.

## Ursachen
Atopie ist eine erbliche und an das HLA-System gekoppelte Überempfindlichkeit. Neben den Allergenen werden auch „Atopene“ beschrieben, die das Komplementsystem aktivieren können und über Anaphylatoxine Histamin aus Mastzellen freisetzen können, wobei hier selbst an nicht direkt exponierten Körperteilen Symptome auftreten („ortlos“, im Gegensatz zum Beispiel zum Kontaktekzem).
Der Krankheitsmechanismus ist noch nicht vollständig geklärt. Vereinfacht kann man von einer überschießenden Immunantwort sprechen, die zwar (an sich harmlose) fremde Antigene zerstört, aber dabei auch den eigenen Körper schädigt. Wahrscheinlich handelt es sich um eine nach vorhergehender Sensibilisierung überschnelle Bildung spezifischer Antikörper vom Typ IgE, die sich an die Mastzellen binden und somit deren Degranulation mit Ausschüttung unter anderem des Gewebshormons Histamin auslösen, sowie um eine erhöhte Komplement-Empfindlichkeit mit Bildung von Anaphylatoxin.
Atopische Erkrankungen scheinen sich möglicherweise nicht nur aufgrund der Genetik zu entwickeln. Auch Umweltfaktoren scheinen eine Rolle zu spielen. So hat eine Studie mit mehr als einer Million Befragten in 99 Ländern ergeben, dass Kinder, die mehr Fastfood essen, auch häufiger an atopischen Erkrankungen leiden. Dabei muss aber darauf hingewiesen werden, dass die Studie keinen kausalen Zusammenhang beweisen kann – weder in der einen noch in der andern Richtung.

## Klinische Ausformungen

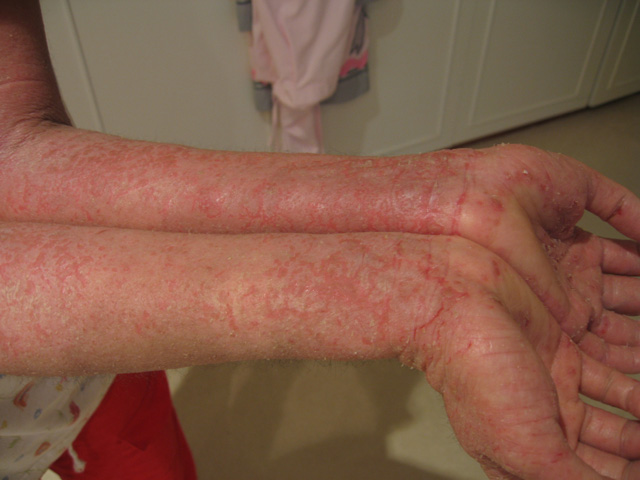
Das atopische Ekzem – eine typische Manifestation der Atopie

Je nach klinischem Erscheinungsbild wird diese Bereitschaft zur atopischen Reaktion bezeichnet als
- das atopische Ekzem (Neurodermitis), ein Ekzem, das sich durch Verlauf, klinische Merkmale und sog. „assoziierte Zeichen“ von den übrigen Ekzemformen unterscheidet,
- allergische Bindehautentzündung,
- Heuschnupfen,
- (exogen allergisches) Bronchialasthma,
- auch als allergische Darmentzündung oder
- selten als Nesselsucht.

In verschiedenen Schweregraden leiden bis zu 15 % der Bevölkerung an atopischen Beschwerden.

## Atopie-Stigmata
Bestimmte körperliche Merkmale – Stigmata – treten gehäuft bei Menschen auf, die eine Veranlagung zu atopischen Reaktionen zeigen. Hierzu gehören unter anderem:
- eine doppelte Lidfalte am Unterlid (Dennie-Morgan-Falte)
- dunkle Haut im Bereich der Augen
- die Ausdünnung der seitlichen Augenbrauen (Hertoghe-Zeichen)
- juckende, trockene Haut (Xerosis cutis)
- trockene Kopfhaut
- Veränderungen an den Finger- und Zehenkuppen (Pulpitis sicca)
- weißer Dermographismus
- Keratosis pilaris